# من آو وار

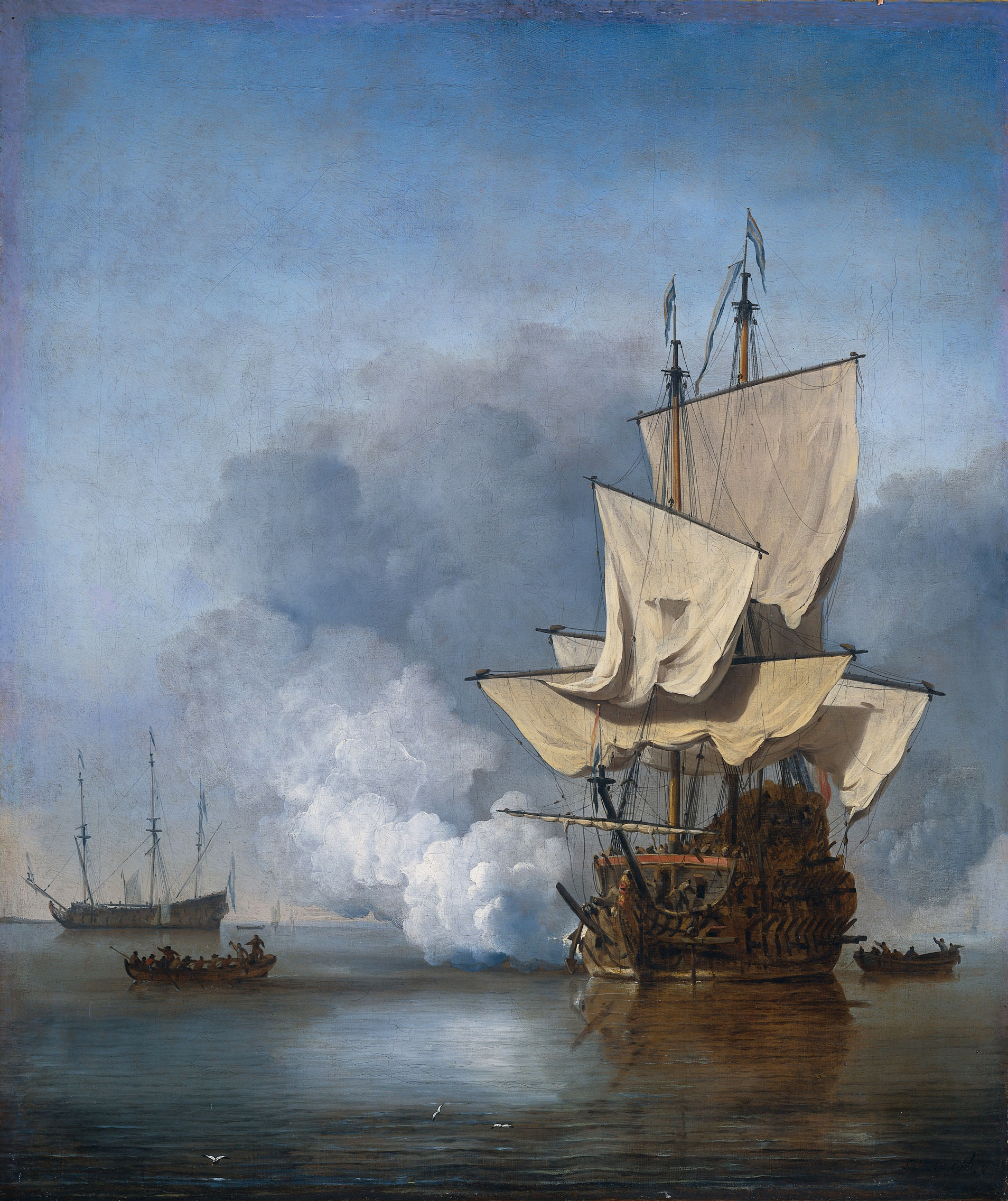
یک مرد جنگ هلندی برای اظهار سلام شلیک می‌کند. شلیک توپ، نقاشی شده توسط ویلم ون دِولد جوان.

من آو وار (به انگلیسی: Man-of-war) (به معنی مرد جنگ) نام یک کشتی جنگی یا ناوگان نیروی دریایی پادشاهی بریتانیا از قرن شانزدهم تا نوزدهم است. البته این نام معمولاً برای کشتی‌هایی که به توپ جنگی مجهز بودند و با بادبان به پیش رانده می‌شدند (در مقابل پارو) استفاده می‌شد.